# عظیماباد (سنقر)
عظیم آباد (اسدآباد)، روستایی از توابع بخش پیرسلمان شهرستان اسدآباد در استان همدان ایران است.

## جمعیت
این روستا در دهستان پیرسلیمان قرار دارد و براساس سرشماری مرکز آمار ایران در سال ۱۳۸۵، جمعیت آن ۱۰۴ نفر (۲۴خانوار) بوده‌است.